# Rheumaptera divisa
Rheumaptera divisa là một loài bướm đêm trong họ Geometridae.